# 쓰카모토 사부로
쓰카모토 사부로(일본어: 塚本 三郎, 1927년 4월 20일~2020년 5월 20일)는 10선 중의원 의원을 역임한 일본의 정치인이다.

## 생애
1927년 아이치현 나고야시에서 제재소를 경영하는 집안의 셋째 아들로 태어났다. 구제 메이린 중학교를 나와 주오 대학 법학부에 진학했다. 대학을 졸업하고 운수성에서 철도원으로 근무했는데 국철노동조합 결성에 관여했다가 일시적으로 좌천되기도 했다. 운수성을 퇴직한 후 가구제조업에 종사하면서 전일본농민조합연합회 중앙위원을 역임했다. 이후 1952년·1953년·1955년 총선에 출마했지만 모두 낙선했다.
그러다가 1958년 총선에서 당선돼 중의원 의원이 되었다. 당시 당적은 일본사회당이었는데 다음 해 사회당을 탈당하여 1960년 민주사회당 창당에 참여했다. 그런데 같은 해 총선과 1963년 총선에서 또 연거푸 낙선했다. 1967년 총선 땐 아이치현 제2구에서 아이치현 제6구로 지역구를 옮겨 출마해 당선에 성공하여 재선 의원이 되었다. 이후 1990년 총선까지 낙선하는 일 없이 계속 의원직을 유지했다.
지역 기반을 다지면서 당내에서도 입지를 강화해 부서기장, 서기장 대행을 거쳐 1974년 2월 서기장이 되어 11년 동안 자리를 지켰다. 위원장이던 사사키 료사쿠가 사회당, 공명당과 제휴하는 사공민 노선을 중시했지만 쓰카모토는 지역구가 인접한 가스가 잇코와 함께 자유민주당과의 제휴를 중시하는 자공민 노선을 지지했다.
1985년 4월 사사키의 뒤를 이어 민사당 위원장이 되었다. 부위원장에는 국회대책위원장 나가스에 에이이치를, 서기장에는 정책심의회장 오우치 게이고를 임명했다. 1986년 7월 양원 동시 선거에서 오우치가 낙선해 당에 심대한 피해를 끼쳤으며 1988년~1989년 사이 일본 정계를 강타한 리크루트 사건 땐 자신의 비서가 스캔들에 휘말렸다. 상임고문이던 사사키는 쓰카모토에게 위원장에서 물러날 것을 권했고 1989년 2월 7일 쓰카모토는 위원장에서 물러나고 상임고문이 되었다. 후임 위원장이 된 나가스에가 1년 만에 총선 패배 책임을 지고 물러나자 오우치를 후임으로 미는 데 큰 역할을 했다.
1992년 참의원 선거 때 라디오 진행자로 지명도가 있던 신마 쇼지가 아이치현에서 공천받을 수 있도록 힘을 썼고 당선에도 성공했다. 하지만 신마가 메이지 대학 중퇴라고 학력을 속이는 등 「공직선거법」을 위반한 사실이 드러나면서 신마는 물론 쓰카모토도 비판받았다. 그 여파로 1993년 총선에서 신생당의 공천을 받은 오타니 다다오가 민사당의 표를 상당수 흡수해 당선되면서 쓰카모토는 낙선했다.
1994년 12월 민사당이 해산하자 많은 의원들이 신진당으로 당적을 옮겼다. 하지만 쓰카모토는 지지 기반인 영우회나 일련종이 창가학회에 부정적이었기에 창가학회와 연결고리가 있는 신진당에 참여하지 않은 채 무소속으로 남았다. 이후 1996년 1월 자민당에 입당하고 1996년 총선에 출마했지만 신진당의 미사와 준에게 패배했다.
1997년에 훈1등 욱일대수장을 수장했다.
권토중래하던 쓰카모토는 2000년 총선을 준비했지만 자민당과 공명당이 보수당의 미사와를 지지하기로 하자 결국 정계를 은퇴했다. 이후 위안부 문제에 관한 일본의 사죄를 요구하는 미국 하원 121호 결의의 전면 철회를 요구하는 항의서에 찬동자로서 서명하거나 국가기본문제연구소 이사, 힘내라 일본! 전국행동위원회 아이치·도치기부 고문, 메이지의 날 추진협의회장의 활동을 이어갔다.
2020년 5월 20일 오전 나고야시의 자택에서 의식을 잃은 채 가족들에게 발견돼 병원으로 옮겨졌지만 노환으로 사망했다. 이후 정부로부터 정3위를 서훈받았다.

## 일화
1973년 9월 아우구스토 피노체트가 쿠데타를 일으켜 살바도르 아옌데를 죽이고 칠레의 대통령이 되자 쓰카모토는 민사당 조사단 대표로서 칠레를 직접 방문했다. 그런데 이 자리에서 쿠데타를 하늘의 계시라 찬미하는 등 피노체트를 열심히 옹호했다.
1982년 가을에 이오섬 항공기지의 자위관들이 가족과 연락도 하지 못한 채 근무하고 있다는 정보를 『도쿄 신문』 기자로부터 제공받았다. 이에 쓰카모토는 직접 항공기지를 시찰한 뒤 다음 해 중의원 예산위원회에서 NTT의 위성을 통해 위성 전화를 설치할 순 없겠냐고 질의했다. 정부는 자위대가 위성통신 시스템을 보유·운용하는 것은 우주의 평화적 이용 이념에 반한다고 했으나 쓰카모토는 자위관의 복리 후생을 우선해야 한다며 정부를 질타했다. 이에 총리대신 나카소네 야스히로가 검토하겠다고 했으며 1984년 예산에 이것이 반영되어 1985년 3월에 이오섬 위성통신 회선이 설치되었다.
1988년 1월 중의원 본회의에서 총리대신 다케시타 노보루가 시정방침연설을 한 뒤 쓰카모토가 전년도에 있었던 대한항공 858편 폭파 사건을 언급했다. 그리고 1978년 7월~8월에 걸쳐 후쿠이현·니가타현·가고시마현에서 젊은 남녀가 행방불명된 사건, 도야마현 다카오카시시에서 젊은 남녀가 납치될 뻔한 사건을 언급하며 조선민주주의인민공화국이 일으킨 범죄가 아니냐며 지적하고 진상 조사를 총리대신에게 요구했다. 이는 정당 대표가 처음으로 북한에 관한 사항을 대표질문한 것인데 다케시타는 이에 대한 명확한 답변을 회피했다.
2008년 무렵부터 전전으로의 복귀를 주장하는 사람들 사이에서 문화의 날을 메이지의 날로 고쳐야 한다는 주장이 나왔다. 그리고 2011년 10월에는 메이지의 날 추진협의회가 결성되었다. 쓰카모토는 이 단체의 초대 회장으로 취임했으며 2016년엔 국회에서 집회를 열어 「국민의 축일에 관한 법률」을 개정할 것을 여야 의원들에게 요청했다. 자민당 의원 후루야 게이지가 이를 받아들여 메이지의 날을 실현하기 위한 의원연맹을 창설하자 쓰카모토는 회장에 취임하여 죽을 때까지 자리를 지켰다. 후임 회장은 일본회의 회장을 지낸 다쿠보 다다에다.

## 역대 선거 결과
|  | 1.8% |

|  | 2.2% |

|  | 6.6% |

|  | 18% |

|  | 13.5% |

|  | 15.1% |

|  | 20.3% |

|  | 23% |

|  | 20.7% |

|  | 22.2% |

|  | 26.7% |

|  | 26.2% |

|  | 24.9% |

|  | 23.2% |

|  | 15.5% |

|  | 13.3% |

|  | 30% |